# Space Precinct
Space Precinct är en brittisk TV-serie, ursprungligen sänd i BBC One under perioden 3 oktober 1994-13 mars 1995.
Serien är en deckarserie i science fictionmiljö.

## Rollista (urval)
- Lieutenant Patrick Brogan - Ted Shackelford
- Officer Jack Haldane - Rob Youngblood
- Sally Brogan - Nancy Paul
- Officer Jane Castle - Simone Bendix